# Gecombineerde Huiszitter- en Meeslouwerpolder
De Gecombineerde Huiszitter- en Meeslouwerpolder was een waterschap in de voormalige gemeente Stompwijk in de Nederlandse provincie Zuid-Holland. Door gemeentelijke herindelingen kwam de polder in 1938 in de gemeente Leidschendam te liggen; sinds 2002 ligt de polder in de gemeente Leidschendam-Voorburg.
Het waterschap was in 1646 gevormd door de fusie van De Huiszitterspolder en de De Meeslouwerpolder (beide gesticht 2 juli 1627).
Het waterschap was verantwoordelijk voor de vervening, drooglegging (voltooid in 1851) en later de waterhuishouding in de polders.

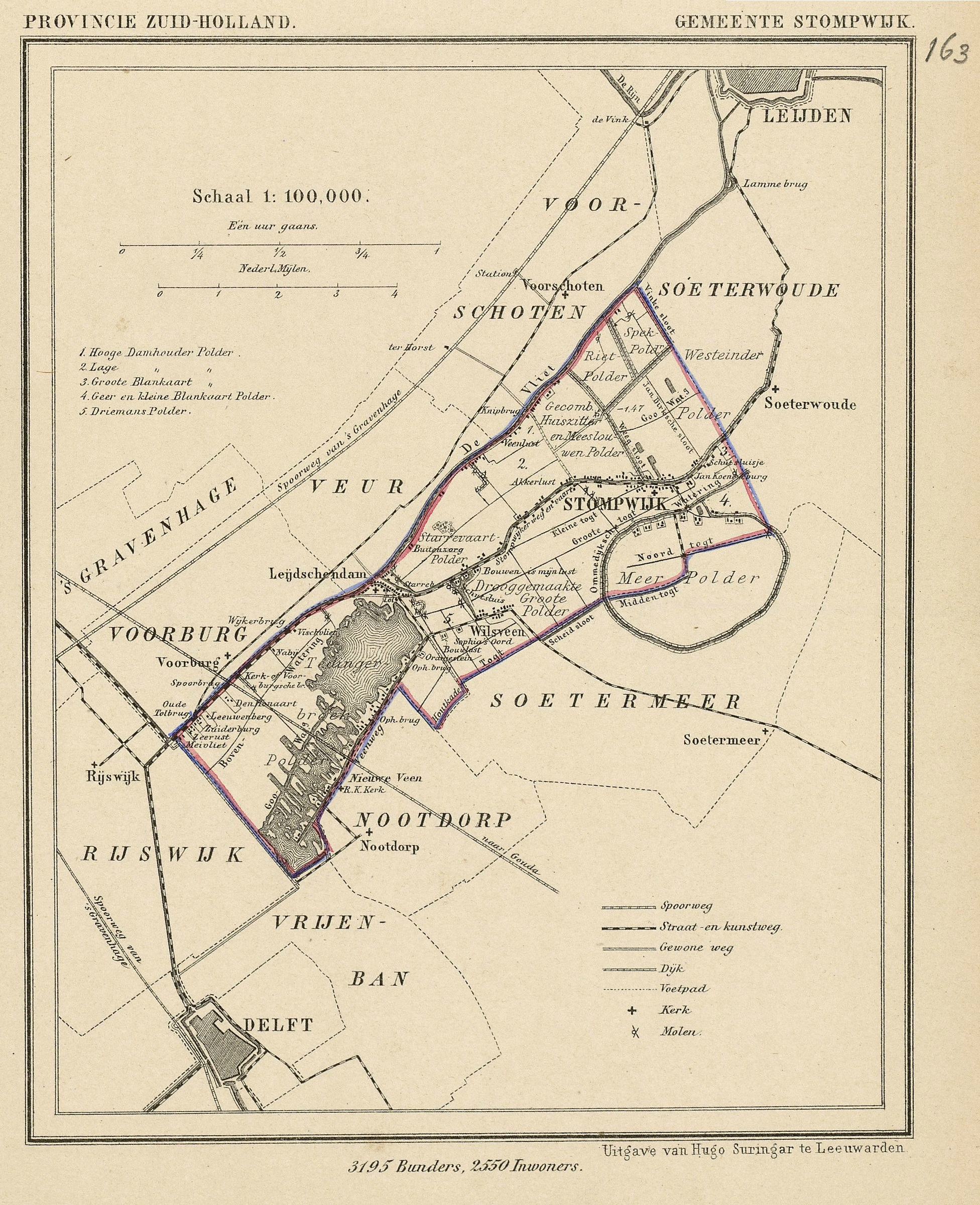
Ligging van de Gecombineerde Huiszitter- en Meeslouwerpolder in het noorden van de (voormalige) gemeente Stompwijk, nu onderdeel van de gemeente Leidschendam-Voorburg. Kaart van ca. 1870.